# ديفيد بيلي (كرة سلة)
ديفيد بيلي (بالإنجليزية: David Bailey)‏ مواليد 3 مارس 1981 في شيكاغو، هو لاعب كرة سلة أمريكي سابق. بدأ مسيرته الاحترافية في سنة 2003. يبلغ طوله 5 قدم 8 بوصة (1.7 م).

## المسيرة الاحترافية
لعب مع نادي شيبينيك لكرة السلة في سنة 2004، ثم لعب مع لو مان سارت باسكت في الدوري الفرنسي في سنة 2004، ثم لعب مع برث وايلدكاتز في الدوري الأسترالي في موسم 2005–2006، ثم لعب مع بي سي إم جرافيلين في الدوري الفرنسي في سنة 2006.

## روابط خارجية
- ديفيد بيلي على موقع كرة السلة الأوروبية.كوم (الإنجليزية)
- ديفيد بيلي على موقع كلية كرة السلة في سبورتس رفرنس.كوم (الإنجليزية)
- ديفيد بيلي على موقع ريلجم (الإنجليزية)
- ديفيد بيلي على موقع بروبوليرز (الإنجليزية)
- ديفيد بيلي على موقع سبورتس رفرنس (الإنجليزية)
- ديفيد بيلي على موقع سبورتس رفرنس (الإنجليزية)